# سینماترونیکس
سینماترونیکس (انگلیسی: Cinematronics) شرکت بازی ویدئویی آمریکایی است، که در سال ۱۹۷۵ تأسیس شد.